# Atic Atac
Atic Atac è un videogioco d'avventura dinamica sviluppato e pubblicato nel 1983 dalla software house inglese Ultimate Play the Game per gli home computer ZX Spectrum e BBC Micro. Il giocatore deve farsi strada tra le insidie e i nemici di un castello medievale, per trovare la "Chiave dorata dell'ACG".
Fu il secondo gioco per Spectrum della casa di sviluppo a richiedere 48 kB di RAM: tutti gli altri titoli infatti sfruttavano una memoria non espansa a 16 kB. Venne sviluppato da Tim Stamper mentre la sua veste grafica fu ideata dal fratello Chris. Ricevette un'ottima accoglienza da parte della critica, che lodò in particolare il suo gameplay e la sua grafica, e ispirò il noto e acclamato game show avventuroso della rete televisiva Children's ITV Knightmare.

## Trama
Il protagonista cade in una botola e rimane intrappolato in un enorme e labirintico Castello del Terrore, popolato da spettri, vampiri e altre creature demoniache. Per fuggire, deve recuperare la "Chiave dorata dell'ACG" composta da tre frammenti, ognuno nascosto in una delle stanze dei cinque piani del maniero, compresi sotterranei e attico.

## Modalità di gioco

Una scena di Atic Atac: nella stanza (le cui pareti presentano tre porte rosa, aperte, e il portone d'uscita, con la sigla "ACG"), è possibile vedere il giocatore nei panni del cavaliere (in basso a destra), le chiavi dell'ACG (dorate, in basso al centro e a sinistra), due chiavi colorate (rossa e verde) e due nemici (uno spettro e una strega); nel box a destra (denominato "Scroll" in quanto ha le sembianze di una pergamena medievale) sono visibili, dall'alto, gli oggetti presi (nessuno in questo caso), il tempo di gioco, il punteggio, l'energia (il pollo arrosto, mezzo spolpato) e le vite (qui esaurite)

Atic Atac adotta una prospettiva dall'alto e la schermata di gioco permette di visualizzare una stanza alla volta. Il giocatore può scegliere di vestire i panni di un mago, di un cavaliere oppure di un servo, ognuno con degli attacchi specifici: il primo è in grado di lanciare sfere infuocate, il secondo delle alabarde e il terzo dei pugnali. Inoltre, ognuno dei tre può accedere a un differente tipo di passaggio segreto: questo rende l'esplorazione del maniero sempre nuova, a seconda del personaggio giocante.
Il labirinto è costituito da 142 stanze, collegate tra loro da 7 scalinate, passaggi segreti e botole e disposte in maniera differente da piano a piano, ed è disseminato di oggetti vari, che il giocatore può raccogliere e portare con sé (con un limite massimo di tre), come chiavi colorate che aprono le porte dello stesso colore, i tre pezzi della "Chiave dorata dell'ACG", potenziamenti e strumenti che possono influenzare o ingannare i nemici. Alcuni di essi sono distribuiti in maniera casuale nella mappa, quindi a ogni avvio di una nuova partita possono trovarsi in un luogo sempre diverso.
I nemici comuni (come streghe, pipistrelli, fantasmi, ragni, ecc.) appaiono in ogni stanza e cercano di attaccare il giocatore a vista: se si scontrano con esso, si dissolvono ma prosciugano una parte della sua salute. Altri avversari invece (quali Dracula, il Diavolo, un gobbo e una vampira) sono invulnerabili agli attacchi convenzionali e richiedono oggetti speciali per essere distratti, respinti o sconfitti, come amuleti o crocifissi. Infine sono presenti dei particolari funghi velenosi che fanno diminuire i punti ferita, quando vengono toccati. Ogni volta che un mostro viene ucciso, il giocatore guadagna dei punti.
Ogni personaggio giocante ha un certo quantitativo di energia, rappresentata da un pollo arrosto in un box a destra della schermata, che si consuma durante l'esplorazione del Castello; tuttavia, può sempre recuperarla mangiando alcuni dei cibi presenti nelle stanze. A inizio gioco, il giocatore ha a disposizione tre vite; se ne perde una (o perché non ha più energia o perché il personaggio giocante è stato ucciso dai nemici), al riavvio può trovare, nel luogo esatto dove è morto, una lapide.

## Sviluppo

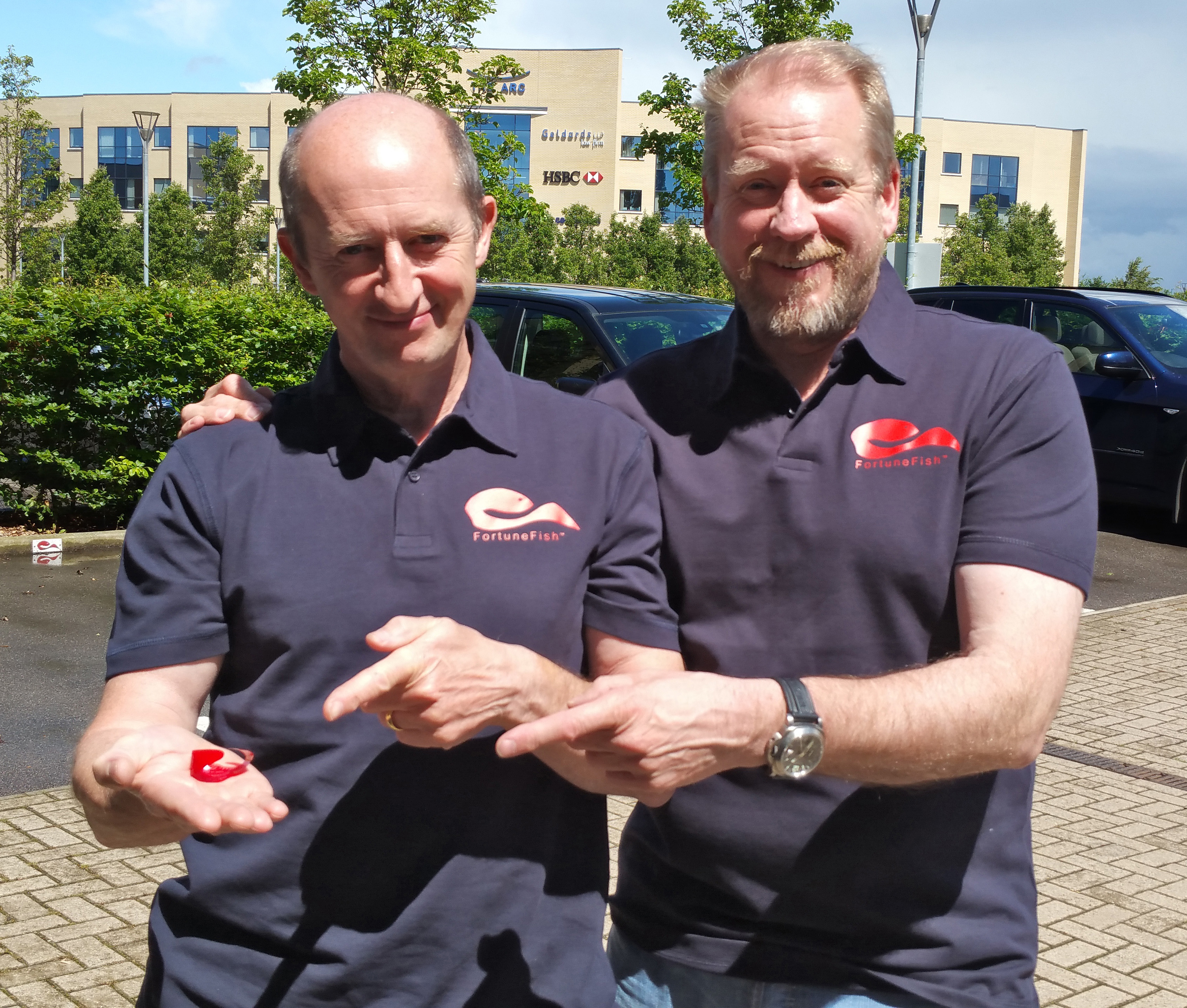
I fratelli Tim e Chris Stamper (qui nel 2015), gli autori di Atic Atac

Tim e Chris Stamper e Carol Ward, la moglie di Tim, fondarono Ultimate Play the Game ad Ashby-de-la-Zouch nel 1982 e, sebbene all'epoca avessero soltanto qualche piccola nozione di programmazione e fossero invece del tutto impreparati nel gestire il marketing videoludico, cominciarono a produrre videogiochi per lo ZX Spectrum per tutta la prima metà degli anni ottanta.
Tutto quel che succedeva all'interno dell'azienda era secretato e i fratelli concedevano raramente delle interviste. I due lavoravano sette giorni su sette, privandosi addirittura del sonno, per dedicare più tempo alla realizzazione delle loro opere ed erano soliti riciclare i meccanismi di gioco delle vecchie produzioni per quelle in sviluppo. La rivista mensile britannica Computer and Video Games infatti raccontò che, durante la lavorazione di Atic Atac, lo staff creativo venne costretto a lavorare in «gruppi separati» per migliorare il controllo qualitativo del risultato: una squadra si sarebbe occupata della grafica mentre l'altra avrebbe supervisionato il gameplay e il suono.

## Distribuzione, conversioni e rifacimenti
Atic Atac uscì per ZX Spectrum e Acorn BBC Micro nel 1983 assieme a Lunar Jetman. Nel 2015 venne inserito nell'antologia retrospettiva per Xbox One Rare Replay, contenente trenta videogiochi prodotti da Rare e nello stesso anno venne scelto per essere uno dei mille titoli preinstallati del ZX Spectrum Vega. Il 20 aprile 2020 venne invece resa disponibile una sua conversione non ufficiale per Commodore 64 realizzata da un team di sviluppatori amatoriali, Tomaz Kaz, Steven Day e Saul Cross.
Il 18 maggio 2006 venne completato un remake per PC Windows, programmato da Richard Jordan in modo tale da essere fedele all'originale, seppur avvalendosi di una grafica più dettagliata (curata da John Blythe) e di una colonna sonora originale, di Matt Simmonds.

## Accoglienza
| Testata                  | Versione | Giudizio |
| ------------------------ | -------- | -------- |
| Aktueller Software Markt | -        | 8,25/10  |
| Computer and Video Games | Spectrum | 9/10     |
| CRASH                    | Spectrum | 92%      |
| Eurogamer                | Spectrum | 8/10     |
| GamesArk                 | Spectrum | 93/100   |
| Home Computing Weekly    | Spectrum | 4/5      |
| Tilt                     | Spectrum | 5/6      |
| Your Computer            | Spectrum | 4/5      |

Atic Atac fu il terzo videogioco consecutivo di Ultimate Play the Game (dopo Jetpac e Lunar Jetman) a toccare il vertice della classifica dei titoli più venduti in Inghilterra e venne accolto in maniera molto positiva dalla critica. 
La rivista specializzata Micro Adventurer apprezzò principalmente l'abilità di Ultimate Play the Game di sviluppare opere «d'elevata qualità», affermando che Atic Atac fosse «destinato a fissare con fermezza il loro nome nella mente degli avventurieri», raccomandandolo ulteriormente «senza riserve». Il periodico britannico CRASH lodò lo stile grafico «molto colorato», aggiungendo quanto gli oggetti e i dettagli fossero «meravigliosi»; tuttavia, criticò i controlli del joystick «troppo difficili» e le «istruzioni vaghe», riportando che l'intero gioco era più «un'esperienza di apprendimento». Il magazine britannico Computer and Video Games lo definì «il miglior videogioco di Ultimate» e più tardi nel 1984 anche come «l'avventura arcade preferita tra i giocatori di computer». D.J. di Home Computing Weekly affermò che il titolo «è molto divertente da giocare. Ogni partita è abbastanza differente da mantenere [alto] l'interesse». Personal Computer Games scrisse invece che non era che «un altro videogioco blockbuster», mentre Sinclair User elogiò sia la profondità della trama sia la «grafica avanzata», descrivendoli entrambi come «superbi». La testata francese Tilt lo definì «un ottimo gioco di avventura con una grafica sorprendente [che] questa volta non richiede alcuna conoscenza dell'inglese» e Stefan Swiergiel della tedesca Aktueller Software Markt «un super gioco che può sicuramente competere con quelli di oggi», trovandolo migliore di giochi come Alien 8 per la presenza di maggior azione».
Il titolo venne molto apprezzato anche dai periodici italiani: MCmicrocomputer lo considerò «uno dei più bei giochi apparsi per lo ZX Spectrum negli ultimi anni» e Fabrizio Guccione e Gabriele Petris di Videogiochi scrissero che «quando ci si trova di fronte a un gioco come questo, non serve sprecare parole di elogio: la cosa più intelligente, ma soprattutto divertente da fare, è GIOCARCI!!!» Sperimentare con l'elettronica e il computer definì Atic Atac «un gioco senza fine e senza possibilità di noia e ripetizioni [...] Una lode sincera alla Ultimate che ci propone giochi sempre più vicini, se non meglio, a quelli delle consolle», lodando in particolare la sua giocabilità. Secondo Computer Games infine, Atic Atac «è uno dei giochi che dispongono di una delle grafiche più belle tra tutti quelli disponibili per lo Spectrum».
Alessandro Grussu del webzine GamesArk assegnò al gioco un punteggio globale di 93 su 100, scrivendo che «quasi trent'anni dopo, Atic Atac mantiene la freschezza e la giocabilità tipica dell'età d'oro dello Spectrum e dei computer a 8 bit in generale. Certamente non è difficilissimo da terminare una volta che si è presa sufficiente confidenza con esso, ma la presenza di tre personaggi diversi è un incentivo a rigiocare e ne aumenta, sia pure in maniera non eccessiva, la longevità. Comunque sia, Atic Atac è uno di quei giochi che quasi tutti coloro che hanno avuto a che fare con lo Spectrum in passato hanno almeno provato, e questo già basta a testimoniarne la qualità e lo status di grande classico della storia dei videogiochi».
Nel 1991, Atic Atac venne classificato come il settantanovesimo miglior videogioco per lo ZX Spectrum da Your Sinclair, e l'ottavo più bello di tutti i tempi da Retro Gamer, per un articolo previsto in un numero speciale di Your Sinclair Tribute. Nel 2007, Spencer Spanner di Eurogamer lo descrisse come «un primo esempio di ciò che la passione può fare se correttamente digitalizzata».

## Influenza culturale
Il produttore televisivo inglese Tim Child prese ispirazione da Atic Atac per realizzare il gioco televisivo di ICTV Knightmare, convinto che, se uno ZX Spectrum poteva offrire un avvincente prodotto di avventura, un programma televisivo con grafica pre-renderizzata avrebbe potuto rivoluzionare l'intero genere. Il sistema di labirinto continuo presente nel titolo venne riproposto da Ultimate Play the Game anche in Sabre Wulf, pubblicato più tardi nel 1984 e criticato proprio per avere uno stile di gioco molto simile. In un'intervista retrospettiva per Retro Gamer, Greg Mayles, uno dei game designer della Rare, difese il loro gioco del 2003 Grabbed by the Ghoulies, affermando che non era ispirato ad Atic Atac, nonostante l'ambientazione condivisa, ovvero quella di una magione infestata da presenze malvagie e demoniache.